# بدن مسیح مرده در گور

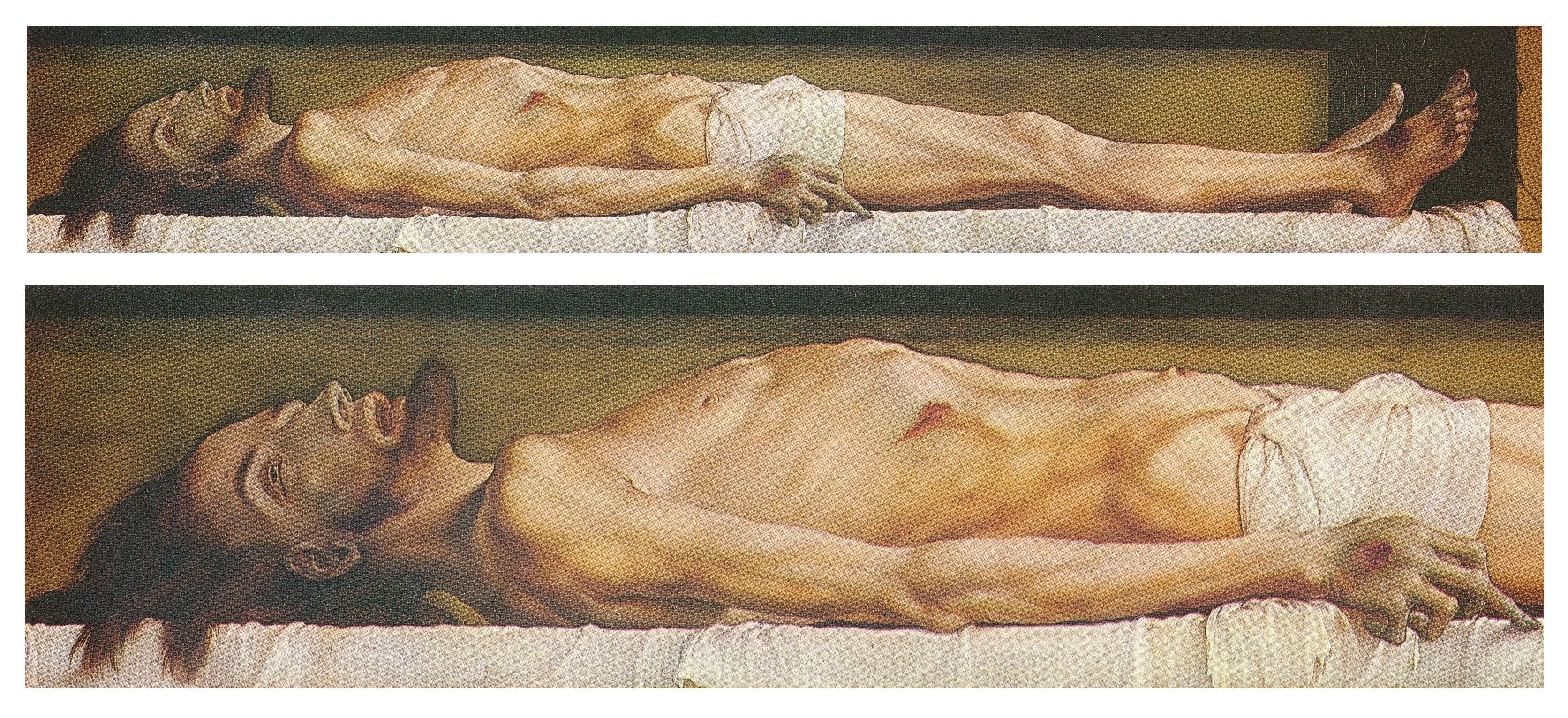
بدن مسیح مرده در گور (و جزئیات، پایین‌تر) ۳۰٫۵ سانتی‌متر × ۲۰۰ سانتی‌متر. کونست‌موزیوم بازل

بدن مسیح مرده در گور, که گاهی به مسیح مرده' نیز شناخته می‌شود، یک نقاشی روغن و تمپر بر روی چوب نمدار است که توسط هنرمند و چاپگر آلمانی هانس هولبین جوانتر بین سال‌های ۱۵۲۰ تا ۱۵۲۲ خلق شده است. اندازه این اثر ۳۰٫۵ سانتی‌متر در ۲۰۰ سانتی‌متر است و در موزه هنر بازل نگهداری می‌شود.
این نقاشی نمایی به اندازه واقعی و گروتسک از بدن کشیده و به‌طور غیرطبیعی لاغر عیسی را نشان می‌دهد که در قبرش دراز کشیده است. هولبین پسر مرده خدا را نشان می‌دهد که پس از تحمل سرنوشت یک انسان عادی به این حالت درآمده است.

## توصیفات
این نقاشی به‌ویژه به خاطر ابعاد دراماتیکش (۳۰٫۵ سانتی‌متر در ۲۰۰ سانتی‌متر) و این واقعیت که چهره، دست‌ها و پاهای مسیح، همچنین زخم‌های روی تنه‌اش، به‌عنوان گوشت مرده واقعی در مراحل اولیه پوسیدگی به تصویر کشیده شده‌اند، قابل توجه است. بدن او به‌صورت بلند و لاغر نشان داده شده و چشم‌ها و دهانش بازمانده‌اند.

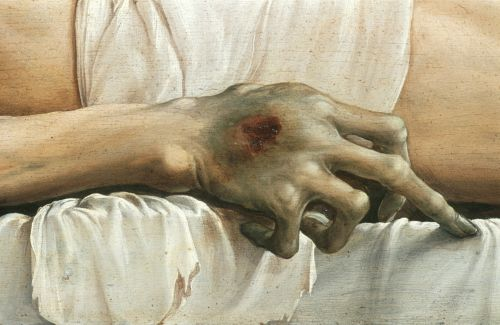
جزئیات

مسیح با سه زخم قابل مشاهده نشان داده شده است: بر روی دست، پهلو و پاهایش. در بحث دربارهٔ استفاده هنرمند از واقع‌گرایی بی‌رحمانه، تاریخ‌نگاران هنر، اسکار باتشمان و پاسکال گرینر اشاره کردند که انگشت میانی بلند شده و کشیده مسیح به‌نظر می‌رسد که «به سمت بیننده دراز می‌شود»، در حالی که رشته‌های موی او «به‌گونه‌ای به نظر می‌رسند که از سطح نقاشی بیرون می‌زنند». بالای بدن، فرشتگانی که ابزارهای مصائب را در دست دارند، نوشته‌ای با قلم بر روی کاغذ دارند که با کلمات لاتین "IESVS·NAZARENVS·REX·IVDÆORVM" (مسیح ناصری، پادشاه یهودیان) حک شده است.

## پس‌زمینه

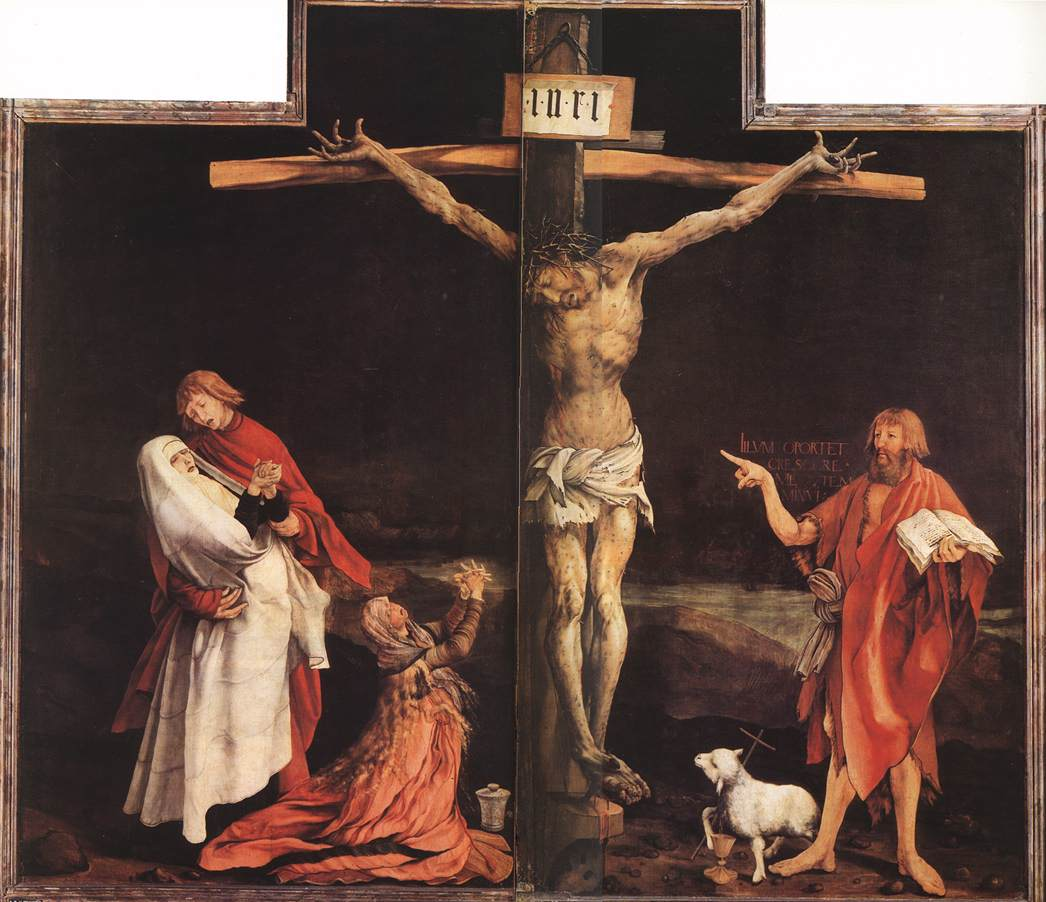
قسمت مرکزی محراب ایزنهایم ماتیاس گرونوالد

همانند بسیاری از هنرمندان فعال در اوایل اصلاحات پروتستانی، هولبین به موضوعات مرگ و ترسناک علاقه‌مند بود. پدرش، هانس هولبین پدر، او را به دیدن ماتیاس گرونوالد و محراب ایزنهایم در ایزنهایم، شهری که پدر نیز تعدادی سفارش از بیمارستان محلی دریافت کرده بود، برد. این اثر با توجه به سنت‌های مذهبی دهه ۱۵۲۰ طراحی شده بود و هدف آن برانگیختن تقوا بود و از نیات گرونوالد پیروی می‌کرد، که در محراب خود سعی داشت احساسات گناه و همدردی را در بیننده القا کند.
دلیل سفارش این نقاشی مشخص نیست. پیشنهادهای مختلفی ارائه شده است، از جمله اینکه ممکن است به‌عنوان پرده برای یک محراب، یک اثر مستقل، یا زینتی برای یک قبر باشد. این نقاشی توسط بونیفاسیوس آمر باخ سفارش داده شده است، که همچنین توسط هانس هولبین به تصویر کشیده شده است. پس از آن، این اثر در کابینه آمر باخ قرار گرفت، جایی که به‌عنوان «تصویری از یک مرد مرده اثر ه. هولبین… با عنوان عیسی ناصری پادشاه» توصیف شد.

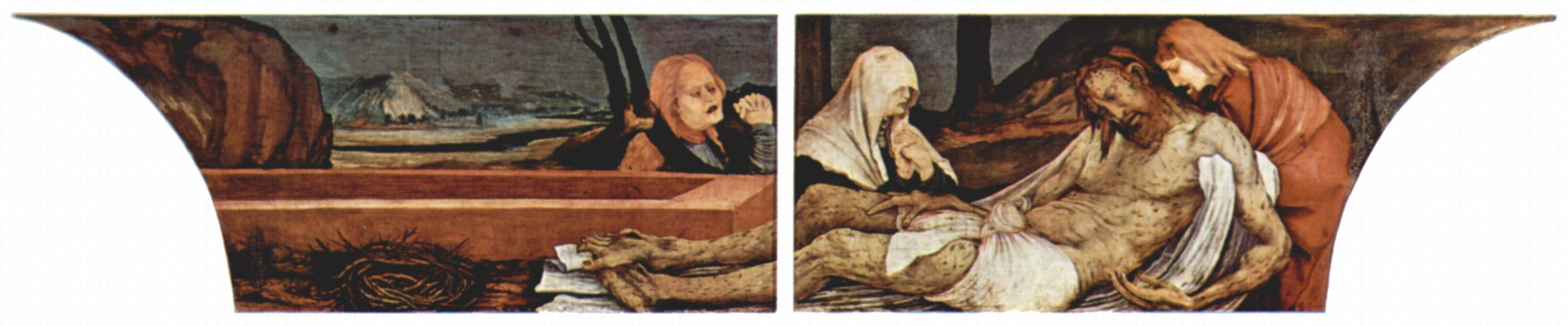
ماتیاس گرونوالد، مرثیه سرایی و گور مسیح ; (پردلا از محراب ایزنهایم)، ۱۵۱۲–۱۵، موزه آنترلیندن، کولمار

در سال ۱۹۹۹، بتسچمان و گرینر احتمال دادند که این پنل به‌عنوان بخشی از یک مقبره مقدس در نظر گرفته شده باشد، شاید به‌عنوان دربی که بر روی یک قبر قرار گیرد. طبق افسانه، هولبین از بدنی که از راین بازیابی شده بود به‌عنوان مدل برای این اثر استفاده کرده است. «اینکه آیا این حقیقت دارد یا نه، شکی نیست که او تلاش کرده تا کاملاً قانع‌کننده باشد.»

## تجزیه و تحلیل

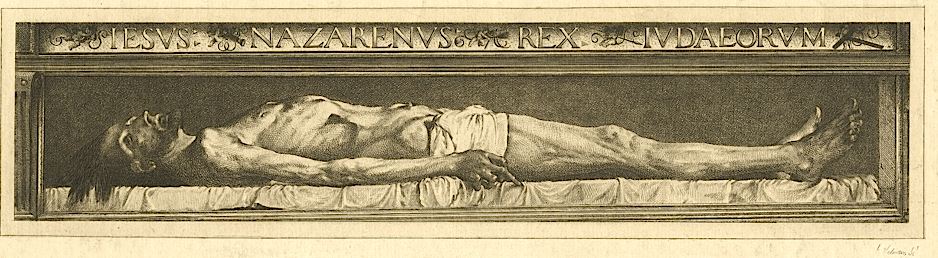
هنری آگوستین والنتین پس از هانس هولبین جوان، ایسوس نازارنف رکس ایودائوروم، قرن ۱۹، حکاکی، [https://www.nga.gov/research/library/imagecollections.html دپارتمان مجموعه‌های تصویر، کتابخانه گالری ملی هنر، واشینگتن، دی سی

این پنل از زمان ایجادش توجه و تحسین زیادی را جلب کرده است. این اثر نویسنده روسی فیودور داستایفسکی را مجذوب خود کرد. در سال ۱۸۶۷، همسرش مجبور شد او را از کنار این پنل دور کند تا مبادا تسلط آن بر او باعث بروز یک حمله صرع شود. داستایفسکی در هولبین یک انگیزه مشابه با یکی از دغدغه‌های ادبی اصلی خود می‌بیند: آرزوی دیندارانه برای مواجهه با ایمان مسیحی در برابر هر چیزی که آن را نفی می‌کند، در این مورد قوانین طبیعت و واقعیت تلخ مرگ. در رمان ابله که در سال ۱۸۶۹ نوشته شده، شخصیت پرنس میشکین پس از دیدن یک نسخه از نقاشی در خانه روگوزین، اعلام می‌کند که این اثر قدرت دارد تا بیننده را از ایمانش دور کند. شخصیت ایپولیت ترنتیف، که یک مدافع بیانگر از آتئیسم و نیهیلیسم است و خود در آستانه مرگ قرار دارد، در مورد این نقاشی بحث فلسفی طولانی‌ای را انجام می‌دهد و ادعا می‌کند که این اثر پیروزی 'طبیعت کور' بر همه چیز، حتی بر کامل‌ترین و زیباترین موجودات را نشان می‌دهد.
اثر چشمان و دهان باز توصیف شده است که به نظر می‌رسد میشل آنفری، منتقد هنری، این احساس را ایجاد می‌کند که «بیننده می‌بیند که مسیح می‌بیند: او ممکن است همچنین آنچه را که مرگ برای او در نظر دارد، درک کند، زیرا او به آسمان خیره شده است، در حالی که روحش احتمالاً در آنجا حاضر است. هیچ‌کس زحمت بستن دهان و چشمانش را به خود نداده است. یا شاید هولبین می‌خواهد به ما بگوید که حتی در مرگ، مسیح هنوز نگاه می‌کند و صحبت می‌کند.»